# 合唱

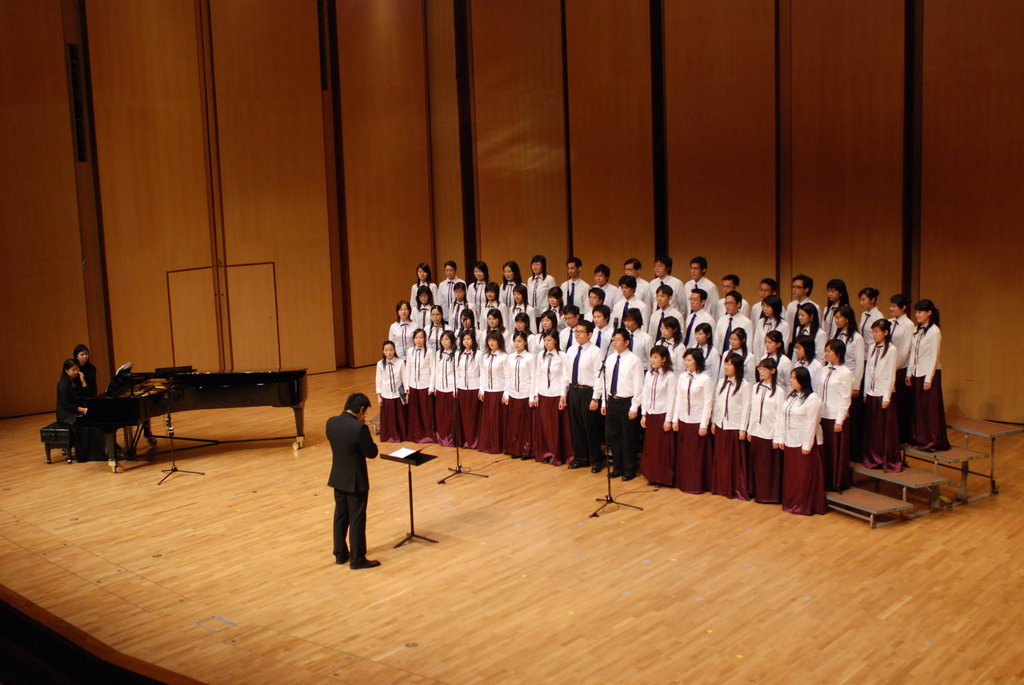
演出中的合唱團

合唱指一種集體性的歌唱藝術。在合唱中，人員分成若干聲部，分別採用不同的旋律，同時唱歌。這類表演團隊被稱為合唱團或者合唱隊。參加的人員則稱做合唱團員或者合唱隊員，其所演唱的歌曲稱作合唱音樂，但也常遇到將合唱當做合唱團或合唱音樂的簡稱。
合唱團可以在沒有樂器的情況下演唱（稱為無伴奏合唱），也可以由鋼琴、風琴、室內樂團或管弦樂團伴奏。

## 歷史
在古希臘和古羅馬的戲劇中，已經有歌隊形式的表演。在今日的音樂理論定義下，多以「齊唱」與「合唱」做為聲部多寡的區隔，古代希臘、羅馬戲劇裡的歌隊，則被稱為「齊唱」而非合唱。近代西方的合唱，起源於中世紀基督教教會的唱詩班。經過素歌、清唱、神劇等階段，最後發展到市民世俗音樂合唱。不過，一般人習慣將二人以上、同時唱歌的狀況，都稱為合唱；底下再細分為「齊唱、重唱、合唱」三類。
中國古代有佛教寺院的誦經齊聲合唱。但是世俗音樂合唱則沒有盛行，頂多是京劇裏偶爾出現的齊唱。現代中國的合唱藝術是從西方引進的。第二次鴉片戰爭之後，西方來華傳教的大門被打開，大量基督教新式學堂在華設立，基督教唱詩合唱藝術也傳進中國。民國初期，中國人開始創作本土世俗音樂的合唱作品，出現了趙元任作曲的《海韻》等合唱歌曲。此外，晚清時期，清政府邀請西洋外國教官訓練新軍。西方軍歌合唱也被帶進中國。例如德國教官傳授的一首德國軍歌《徳皇威廉練兵歌》，被重新填詞改為《大帥練兵歌》，以後又被馮玉祥國民軍重新填詞，成為《練兵歌》，後來又被中國紅軍重新填詞，成為《三大紀律八項注意》的合唱軍歌。

## 合唱與其它歌唱形式在名稱上的區別
合唱需要包括旋律不同的多個聲部，且有聲部由多人組成。僅有一人的歌唱稱作獨唱。所有人同時唱相同的旋律稱作齊唱。所有人按相同的旋律，但各聲部按一定時間間隔交錯開唱，稱作輪唱。僅有少數人組成，每個人唱不同的聲部則稱做重唱。

## 合唱團的種類

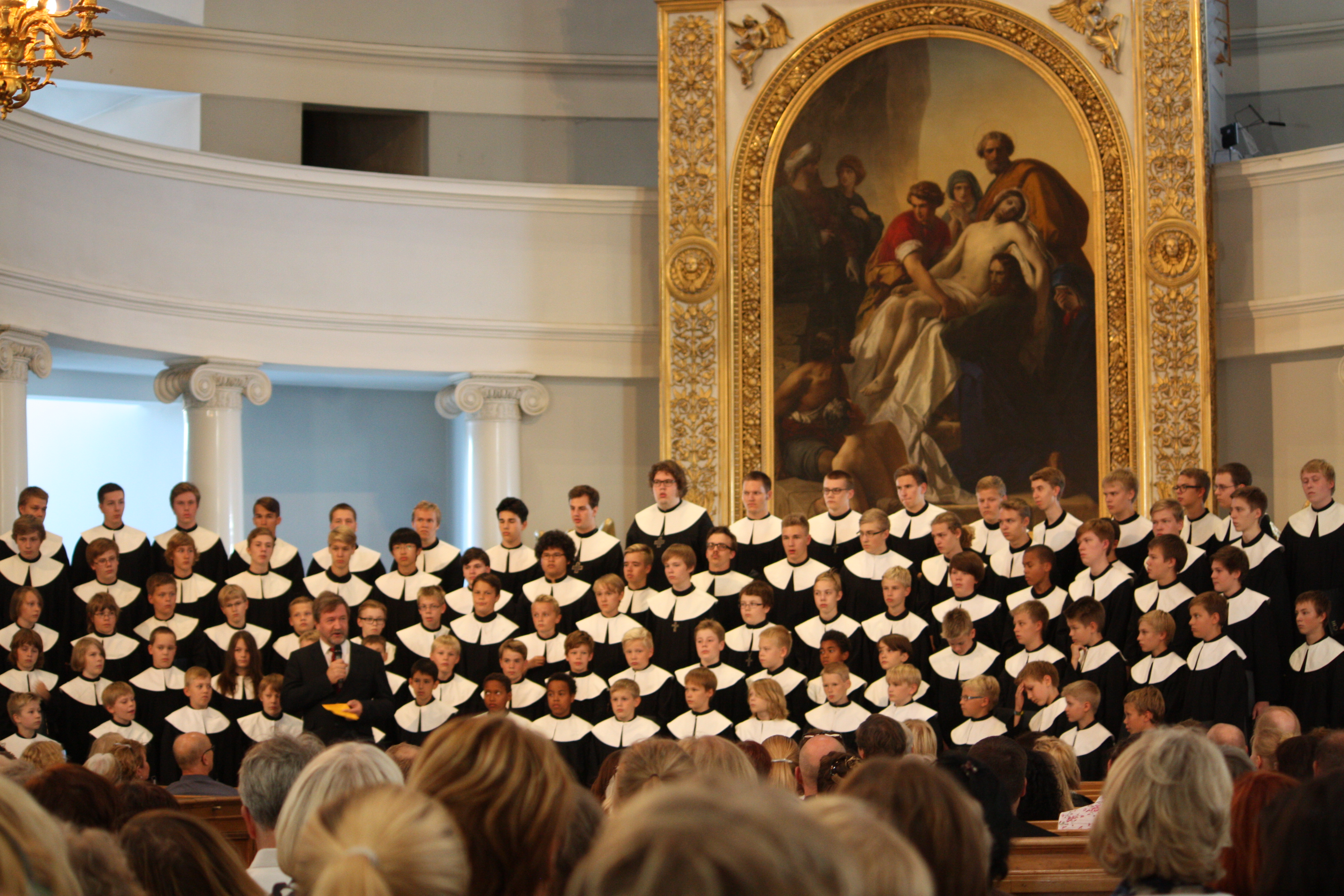
赫尔辛基主教座堂男孩合唱团的演出

合唱團有不同的分類標準。這些標準只有局部意義，而且其界限也不是固定的:
- 組成：
  - 混聲合唱：既有男聲聲部也有女聲聲部；此外男童合唱也可歸入此類，其中有男高和男低聲部。
  - 同聲合唱：如女聲合唱，男聲合唱和童聲合唱（所有聲音如女聲）。
- 歌唱者的人數：如室內合唱（大約15-30人）、大合唱以及小合唱（人數明顯較通常合唱少，甚至有的聲部僅有一個人唱）等。
- 伴奏：有伴奏合唱和無伴奏合唱（阿卡贝拉）。
- 藝術質量方面的要求：如室內合唱、音樂會合唱、群眾合唱
- 功能和組成：如教堂合唱、聲樂協會、廣播合唱、歌劇合唱、愛樂合唱、學校合唱、輪迴演出合唱、表演合唱、警察合唱、工作合唱
- 風格特點：學院派（德文Schola）、複調合唱（德文Madrigalchor）、清唱劇合唱（德文Oratorienchor）、水手合唱（英文shanty chorus）、靈樂合唱（英文gospel chorus）、理髮師合唱（英文barbershop）、爵士合唱等等。有時合唱團也以所唱風格之代表性音樂家或類型命名，如巴赫合唱團、小歌劇合唱團等等。
- 合唱成員:兒童合唱、女童合唱、男童合唱、青年合唱、老年合唱、工人合唱等

## 合唱組成
有著相近音區的演唱演員會被歸到同一個聲部中。根據需要演出的作品的需要，聲部的組成可以不一樣。
合唱作品通常會將這些聲部的首字母列出，以表明所需要的人員要求。
- 女高音（soprano, S）、女低音（alto, A）、男高音（tenore/tenor, T）、男低音（basso/bass, B）= SATB，最常見的混聲合唱形式。
- 理髮師合唱（barbershop），包括主旋律（lead）、高音（tenor）、中音（baritone）和低音（bass）。

每個聲部可以再劃分。第一組通常比第二組音要高。縮寫的時候字母會重複。
- 第一/二女高音、女中音 = SSA，流行的女聲合唱形式
- 第一/二女高音、第一/二女中音、第一/二男高音、第一/二男低音 = SSAATTBB，八部混聲合唱

若大合唱分成兩部分小合唱，則會這樣表示:
- 第一女高音、第一女中音、第一男高音、第一男低音、第二女高音、第二女中音、第二男高音、第二男低音 = SATB/SATB（雙重合唱）

現實中還有其他特別形式,還有史可循:
- 加入男聲最高音歌手作"最高聲部"或"女中音"。
- 在古樂演奏中還有理論指出，中世紀晚期，文藝復興時期和巴洛克的合唱作品中，還有用獨唱歌手代替整個聲部。即每個聲部只有一個人。
- 在少數編製龐大的合唱曲中，甚至有四十部的合唱曲。

## 比賽
世界上，特別是歐洲國家舉辦有很多合唱比賽，如：
- 國際舒伯特合唱比賽，奧地利
- 國際嚴肅音樂合唱比賽，意大利
- 國際合唱比賽“貝拉·巴托克”，匈牙利
- 世界合唱比賽，世界各地

2006年，第4屆世界合唱比賽，中國廈門

## 德國合唱團的統計情況
合唱團的數目只能作大概估算，因為很多合唱團不隸屬於任何組織，還有一些合唱團難以分類。目前只能夠從合唱協會的統計中大概瞭解(Deutscher Sängerbund, Verband deutscher Konzertchöre, Cäcilienverband, Verband evangelischer Kirchenchöre),一共有1790000人參與了45000個德國合唱團 (來源: Musica sacra, 2005/02)。估計實際有330萬人參與了61000個合唱團 (來源: Oper&Tanz, 2004/2005)。
各種合唱團的統計:
- 45,2% - 混聲合唱
- 30,9% - 兒童和青年合唱
- 15,9% - 男聲合唱
- 8% - 女聲合唱

大概有2-3%的德國人參與合唱活動。

## 外部連結
- Deutscher Chorwettbewerb von Laienchören（页面存档备份，存于）